# Kloster Graefenthal

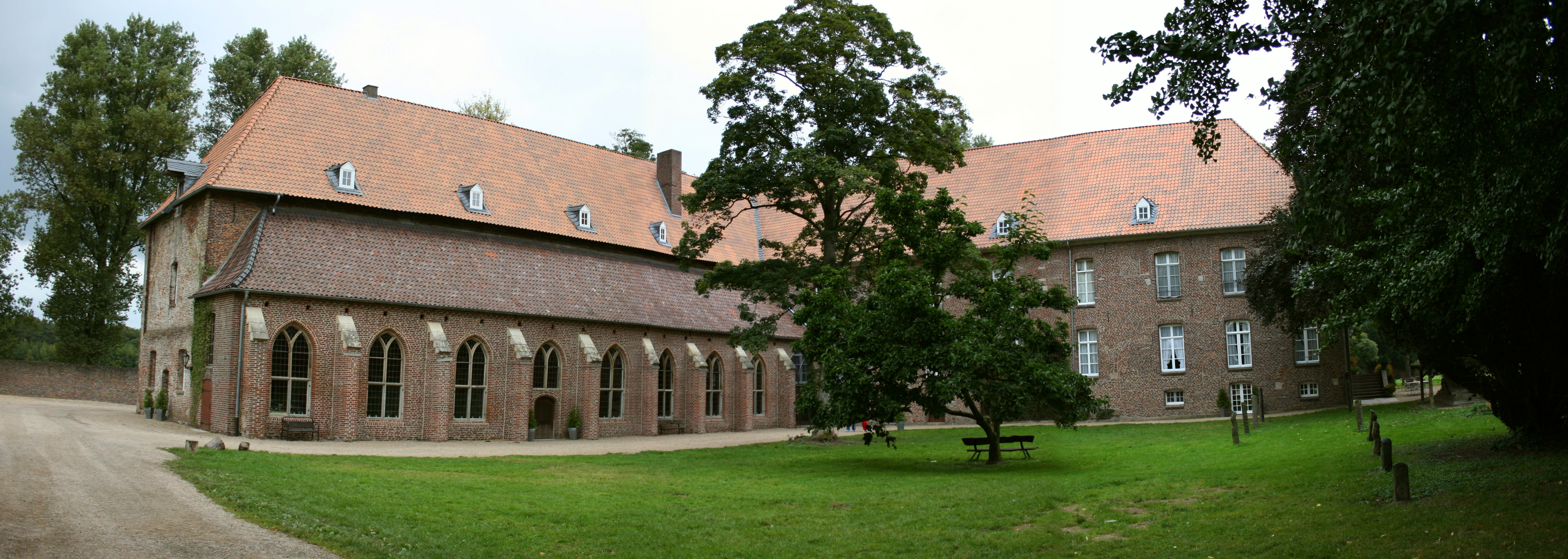
Kloster Graefenthal

Das Kloster Graefenthal (lat. Monasterium Vallis Comites; heute Gut Graefenthal genannt und auf Niederländisch Klooster Gravendaal) war eine Zisterzienserinnenabtei, deren Überreste zwischen Kessel und Asperden nahe der Niers im heutigen Kreis Kleve stehen. Die einstige Klosterkirche diente als Grablege für Grafen, Adelige und Nonnen. Bis 1376 fanden dort 10 Grafen, Gräfinnen und Herzöge von Geldern ihre letzte Ruhestätte.

## Geschichte

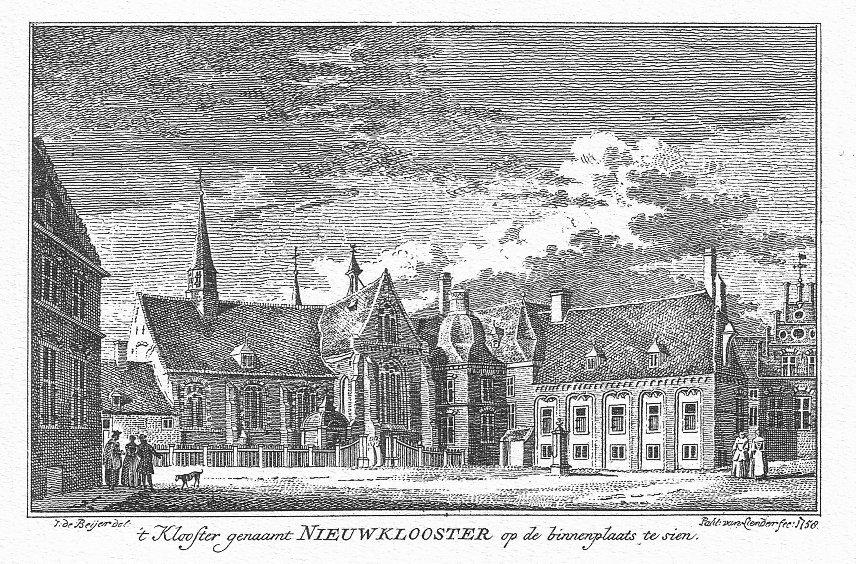
Zeichnung des Klosters von Jan de Beijer, 1758

Der Name Graefenthal, hervorgegangen aus dem lateinischen Begriff „vallis comitis“ (Tal des Grafen), geht auf den Willen des Stifters zurück. Das „e“ im Namen ist hierbei ein am Niederrhein üblicher Dehnungsvokal. Am Platz des Klosters stand die zu diesem Zeitpunkt wahrscheinlich schon verfallene Burg Rott des Ritters Stefan von Pleeze.
Das Kloster Graefenthal wurde 1248 von Graf Otto II. von Geldern auf Zureden seiner ersten Frau Magarete von Kleve († 10. September 1251) als Jungfrauenkonvent des Zisterzienserordens gegründet. Die Klosterkirche, in deren Chor dann Margarete von Kleve bereits 1251 beigesetzt wurde, wurde als erstes erbaut. Bis zum Jahre 1258 folgten die übrigen Klostergebäude. Durch die Förderung der Herrscher der Herzogtümer Geldern und Kleve blühte das Kloster schnell auf. Dadurch, dass seine Klosterfrauen oft unverheiratete Adelige waren, diente die Abtei als eine Art Versorgungsstelle für unverheiratete Frauen des Adels. Um 1280 lebten dort bereits 50 Laienschwestern und Ordensfrauen. Die ersten Nonnen kamen aus der Münsterabtei in Roermond und bezogen 1250 die neue Niederlassung. Der Abt des Klosters Kamp wurde deren Visitator.
Neben einer Vielzahl von Stiftungen und Vermächtnissen, durch welche das Kloster Höfe, Mühlen, Acker-, Weide- und Heideland sowie Holzungen, Fischereien, Renten und Zehnte erhielt, besaß es von 1280 bis 1320 auch das Patronatsrecht in den Kirchen von Kessel, Asperden, Hommersum und Hassum. Dadurch hatte die Abtei großen Einfluss auf die Siedlungsentwicklung in ihrem Gebiet. Die meisten Besitzungen des Klosters lagen in Asperden, Bimmen an der Hervorst, Boeckelt, Gaesdonck, Hassum, Viller und Kessel. Aber auch Teile der rechten Maas- und der linken Rheinebene bei Nijmegen waren sein Eigentum. Die Städte Kleve und Goch gewährten Graefenthal darüber hinaus Wegegeld- und Steuerbefreiung.
Die von Otto II. von Geldern dem Kloster zugedachte Bestimmung, Grabstätte des geldrische Herrscherhauses zu werden, erfüllte es bis zum Jahr 1376, als Äbtissin Isabella von Geldern starb und mit Herzog Rainald III. die geldrisch-wassenbergische Linie ausgestorben war.
Durch die Kriegswirren des Kölnisch-Burgundischen Krieges 1474 und zahlreiche Brände hatte die Bausubstanz der Klostergebäude schwer gelitten, sodass Teile der Anlage komplett wieder aufgebaut werden mussten.
Nach über 550 Jahren wurde das Kloster 1802 von den Franzosen zwangsweise säkularisiert. Graefenthal war mit 6300 Morgen Land und 36 Bauernhöfen zu diesem Zeitpunkt sogar noch reicher als das Stift in Xanten. Das kostbare Archiv des Klosters wird heute in der Klosterbibliothek des Collegium Augustinianum Gaesdonck aufbewahrt. 1804 wurde der Landrat und ehemalige Diplomat Michael Franz Severin Sinsteden (1756–1849), Vater von Wilhelm Josef Sinsteden, neuer Besitzer.
Nachdem der Niederländer IJsbrand Rovers das Gut gekauft hatte, machte er die Anlage zeitweise wieder der Öffentlichkeit zugänglich, indem dort ein Hotel und eine Gastronomie angesiedelt wurde. Außerdem wurde das ehemalige Kloster als Bildungsstätte und Kulturveranstaltungsort genutzt. Nach der Insolvenz des örtlichen Gastronomen wurden die Tore des Klosters jedoch wieder für die Öffentlichkeit geschlossen. Rovers verkaufte das Kloster im Jahr 2017 an die ADG Management Group, die der Sekte Orde der Transformanten gehört.

## Aus dem Klosteralltag
Die Nonnen lebten im Kloster nach dem monastischen Ideal der freiwilligen Armut. Sie mussten ein Schweigegelübde ablegen, und es war ihnen untersagt, das Kloster zu verlassen. Verstöße gegen diese und andere Vorschriften wurden von der Äbtissin in einem niederen Gericht unter der Gerichtslinde behandelt, deren Reste noch heute auf der Gabelung des Privatweges von der Maasstraße zu sehen sind.
Die Zisterzienserinnen trugen eine Kutte aus weißer Wolle und ein darüber getragenes schwarzes Skapulier, das mit einem schwarzen Gürtel gehalten wurde. Als äußeres Zeichen der gehobenen Würde trugen Chorschwestern zudem noch einen Schleier, während Laienschwestern in ein schlichtes, braunes Gewand gekleidet waren.
Das Frauenkloster brauchte nicht selbst für seinen Unterhalt zu sorgen, sondern bestritt diesen aus Einkünften von Kirchenpatronen und aus dem verpachteten Grundbesitz. Die Nonnen fungierten lediglich als Verwalterinnen der klösterlichen Besitzungen. Ihre Pächter lieferten notwendige Lebensmittel und Gebrauchsgegenstände oder zahlten den Klosterzehnten bisweilen auch in „barer Münze“.

## Die Gebäude
Der Jungfrauenkonvent ist älter als das Schloss Moyland und zur gleichen Zeit wie der Kölner Dom errichtet worden. Der gotische Baustil kam gerade erst auf und löste die strenge sakrale Kunst der Romanik ab. Die Zisterzienserinnen erbauten ihre Gebäude in diesem „modernen“ Stil.
Sämtlichen Bauperioden lassen sich heute noch an den erhaltenen Bauwerken ablesen. Gotische Elemente aus dem 13. bis 15. Jahrhundert sind ebenso zu finden wie barocke und klassizistische Bauteile aus dem 18. Jahrhundert. Durch landwirtschaftliche Nutzung der Anlage in den letzten Jahrzehnten entstanden jedoch große Schäden an der historisch wertvollen Bausubstanz. Trotzdem blieb die Struktur der Klosteranlage weitgehend erhalten, darunter Teile des Kreuzganges aus Backstein, das Herren- sowie das Torhaus, als auch der Taubenturm, ein Gartenhäuschen und die lange Klostermauer.
Zur Errichtung der Pfarrkirche in Pfalzdorf wurde die einstige Klosterkirche im Jahr 1808 abgerissen und ihr Material wiederverwendet. Das Hochgrab Ottos II. von Geldern stand fortan im Freien, sodass seine lebensgroße Grabfigur 1870 verloren ging. Nachdem die Reste der Grabanlage – eine von sechs Löwen gehaltene Blausteinplatte – viele Jahre hindurch mit einem einfachen Holzdach geschützt wurden, sind sie jetzt durch ein künstlerisch nachempfundenes gotisches Gewölbe aus Stahl und Glas überdacht. Auch die verloren gegangene Liegefigur wurde nach alten Zeichnungen rekonstruiert.
Im Rahmen einer archäologischen Untersuchung der erhaltenen Gebäudeteile des Klosters 2004/2007 konnte erkannt werden, dass die heutige Südfassade des Ostflügels ursprünglich die nördliche Innenwand des 1252 geweihten Chors der Klosterkirche bildete. Die in der Wand enthaltenen Reste der Schildbögen des Chorgewölbes wurden sichtbar gemacht.

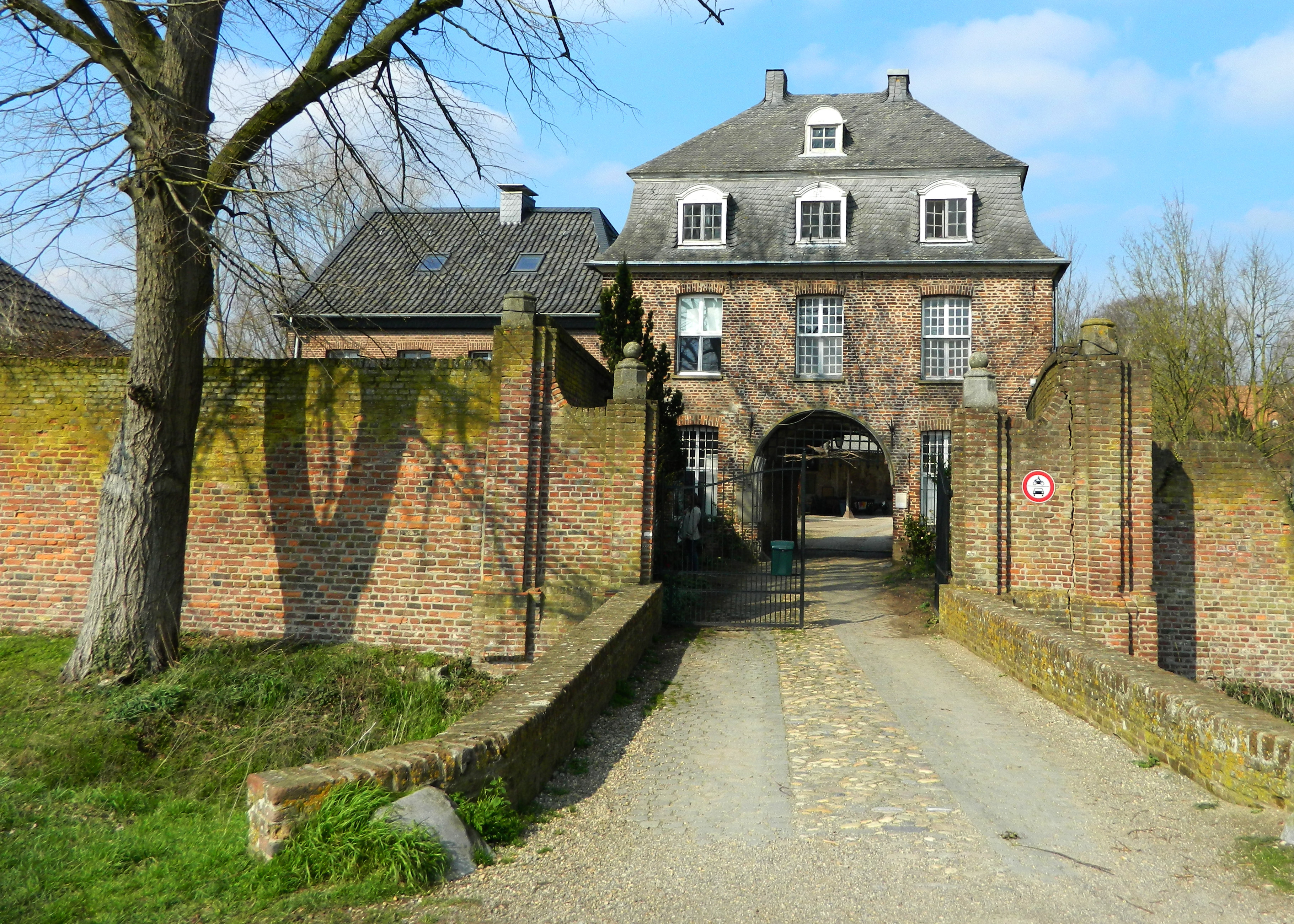
Eingang mit Torhaus
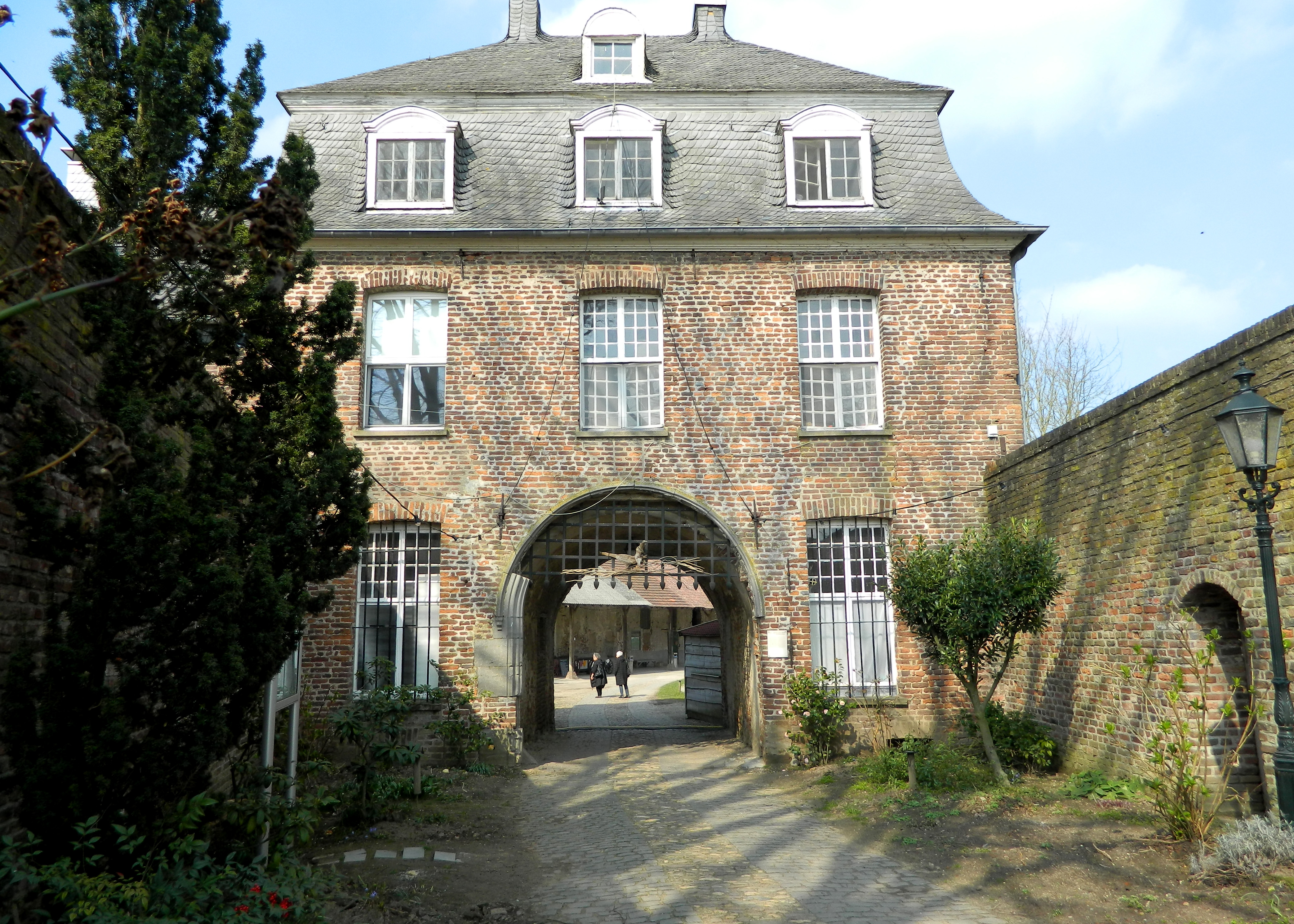
Torhaus von 1771
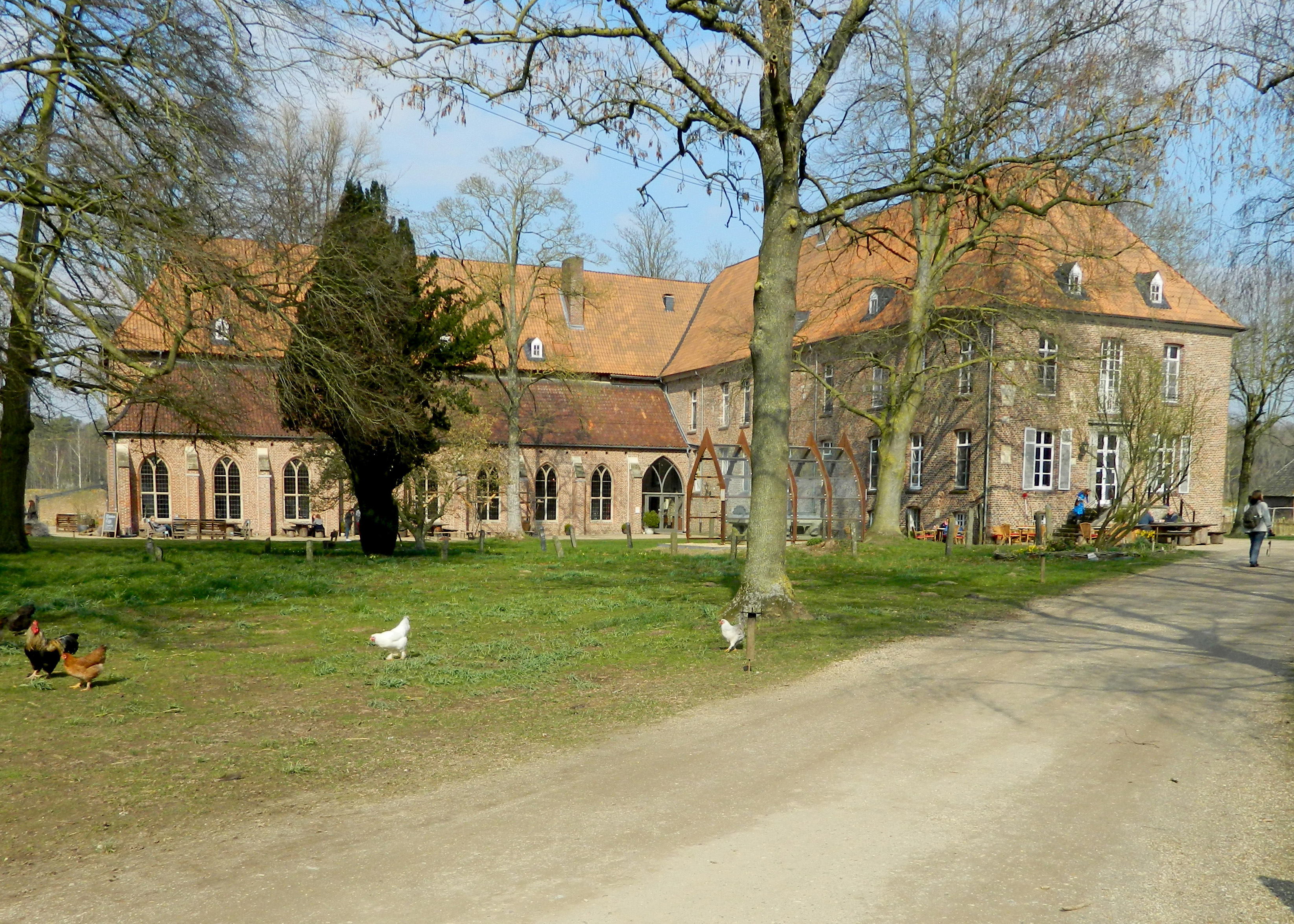
Ehemaliges Nonnenhaus und Nordflügel mit Kreuzgang
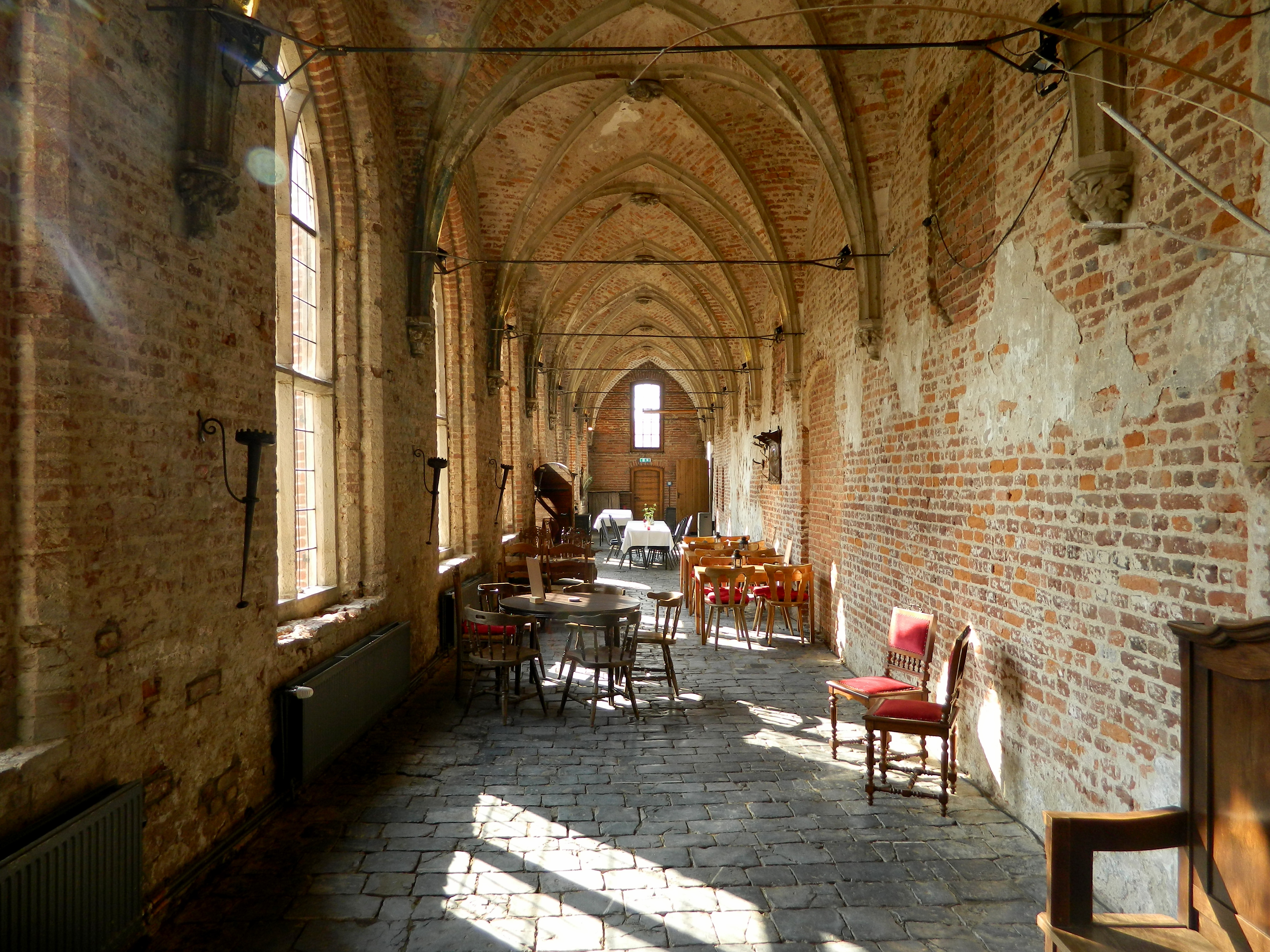
Der erhaltene Kreuzgang im Nordflügel
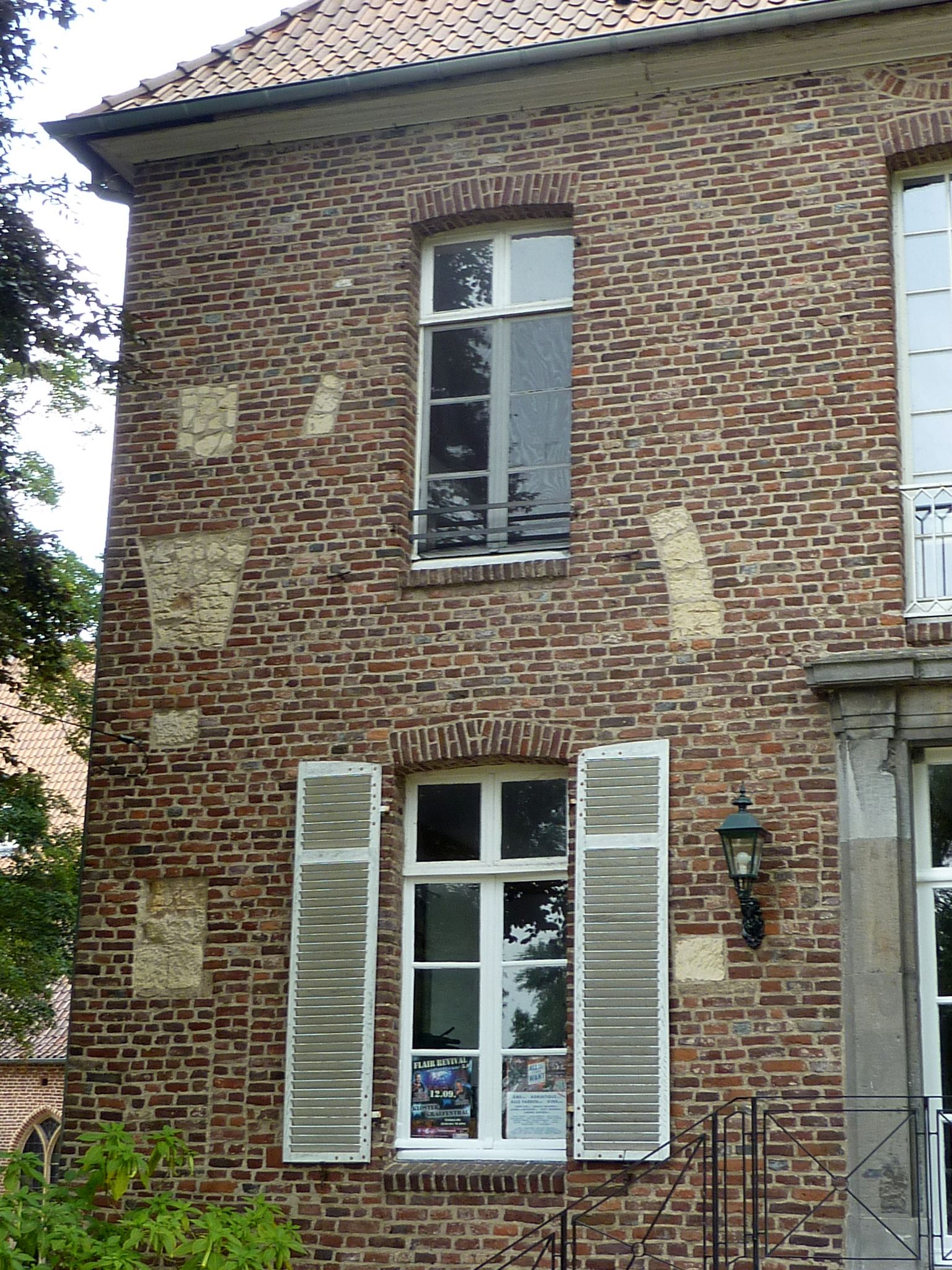
Gewölbereste des Chors der Klosterkirche in der Fassade des Ostflügels
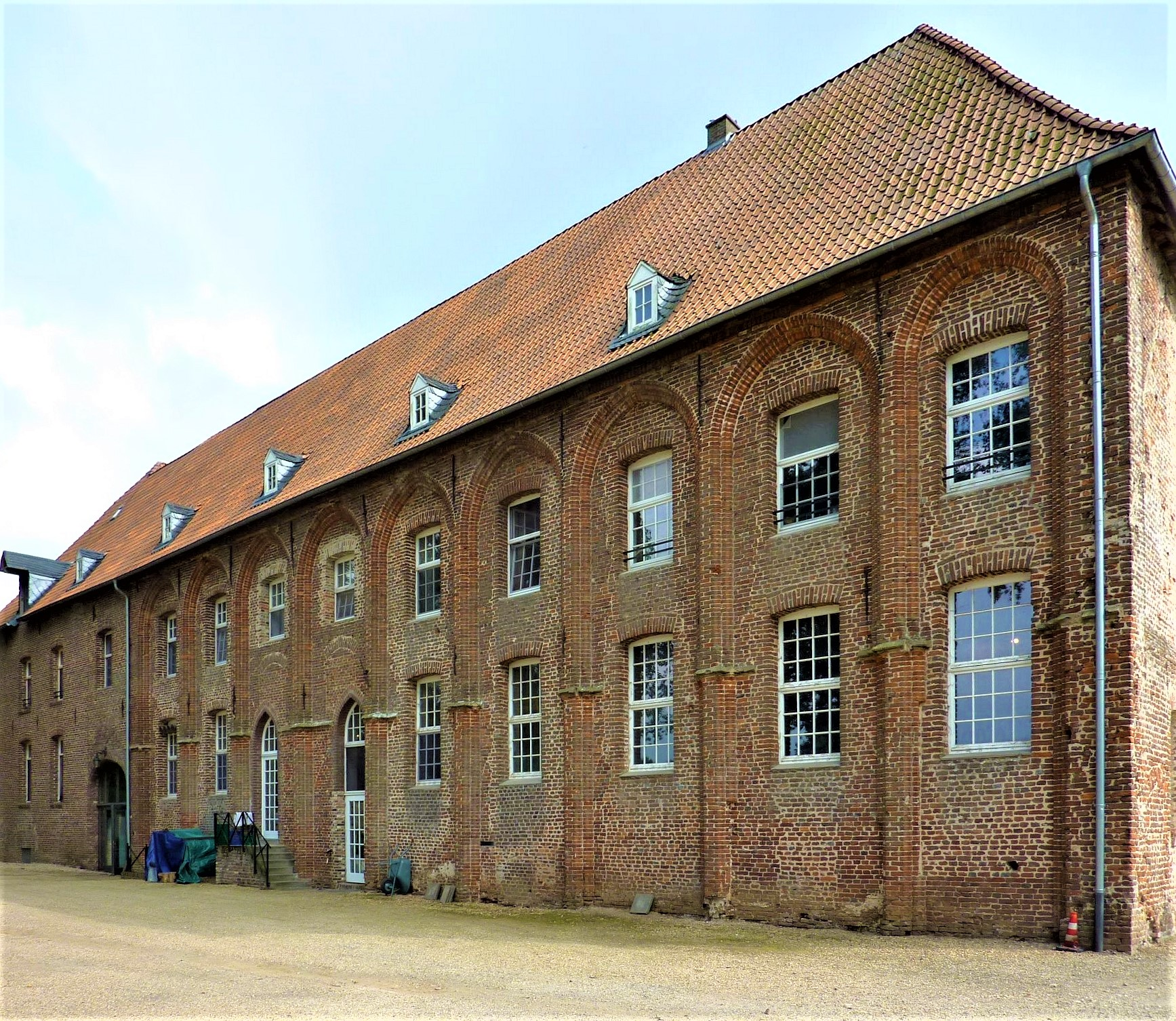
Kapitelhaus mit gotischen Spitzbogenblenden
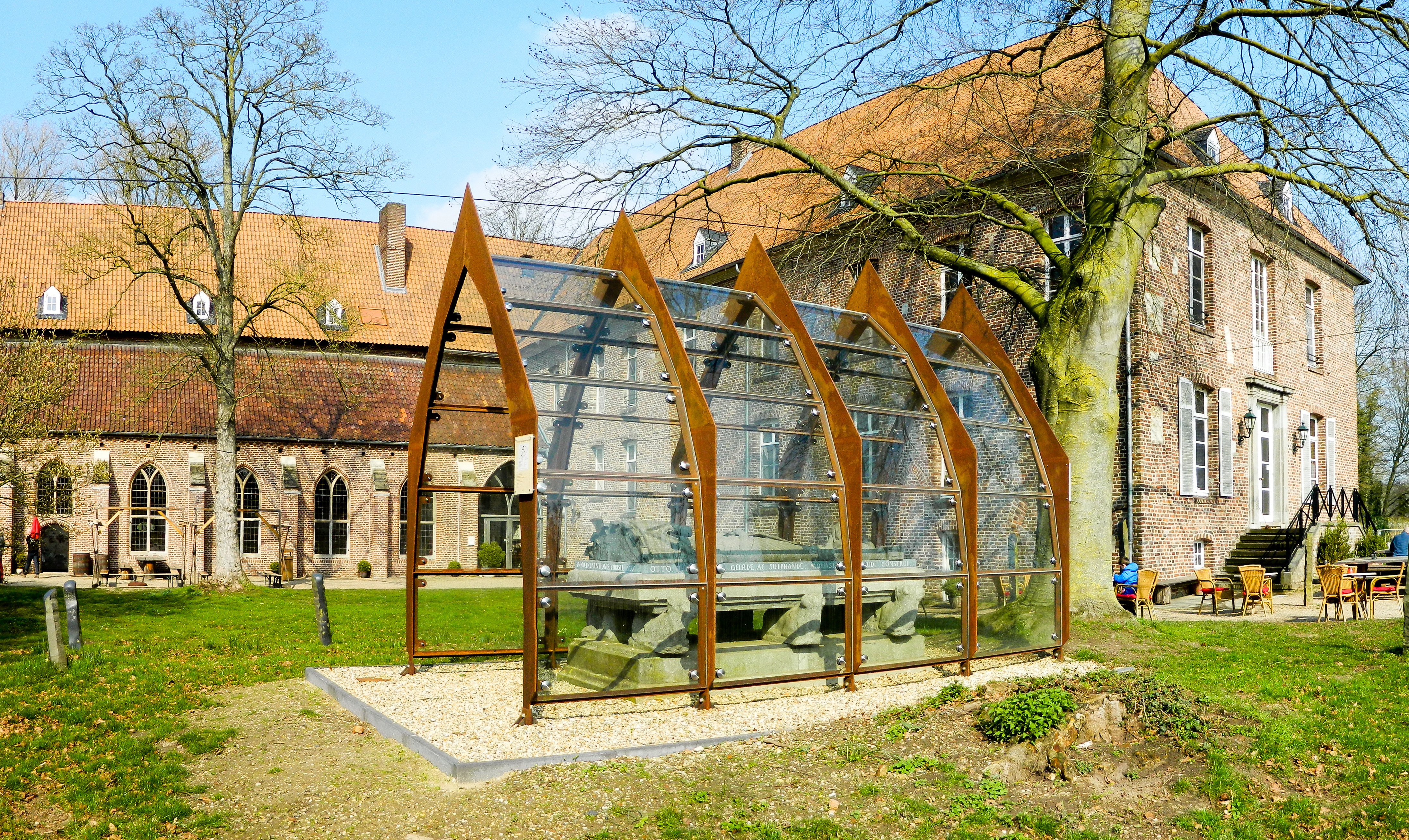
Grabmal Ottos II. von Geldern im Frühjahr 2019
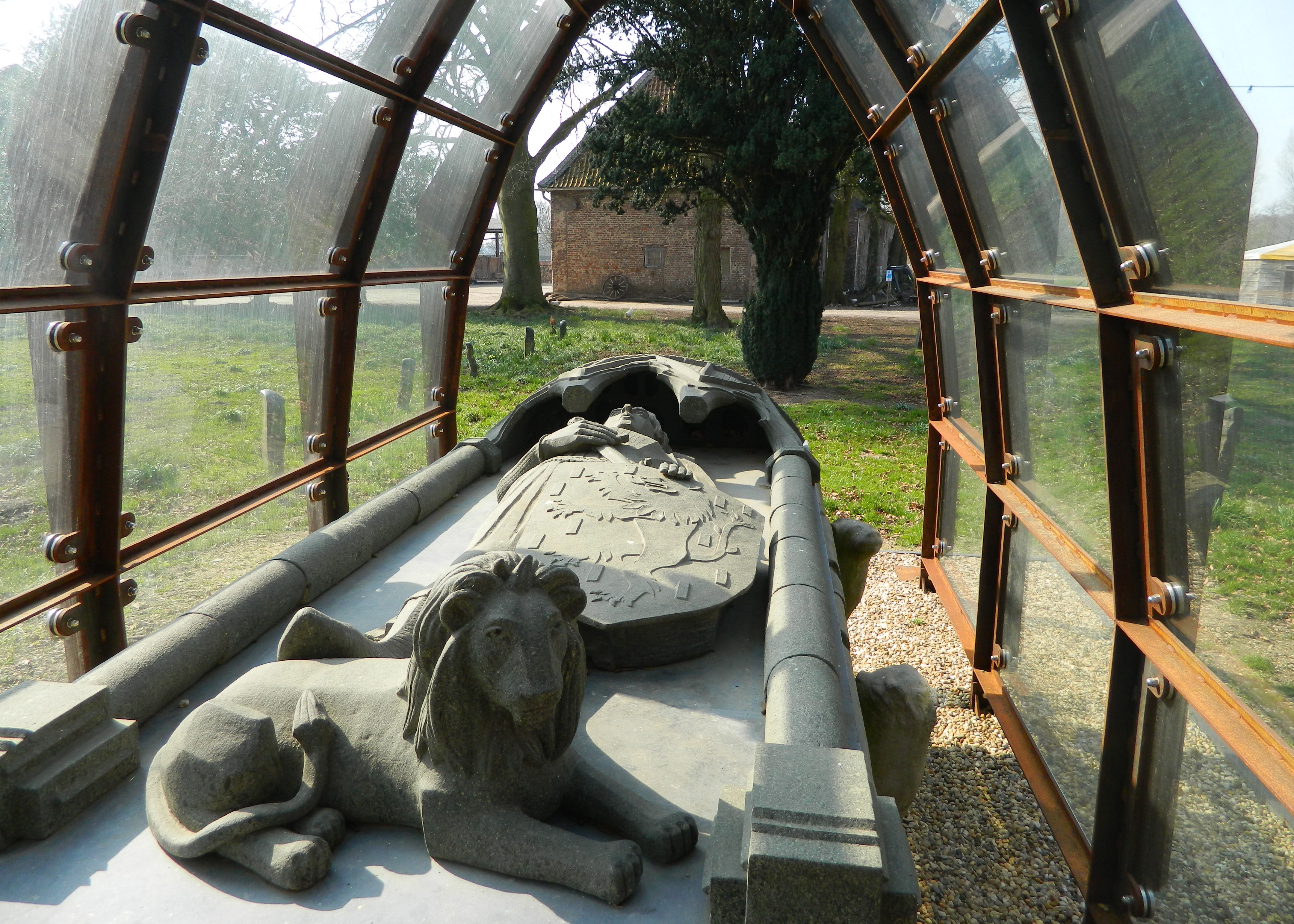
Die 1870 verschwundene Liegefigur wurde nach alten Zeichnungen ersetzt
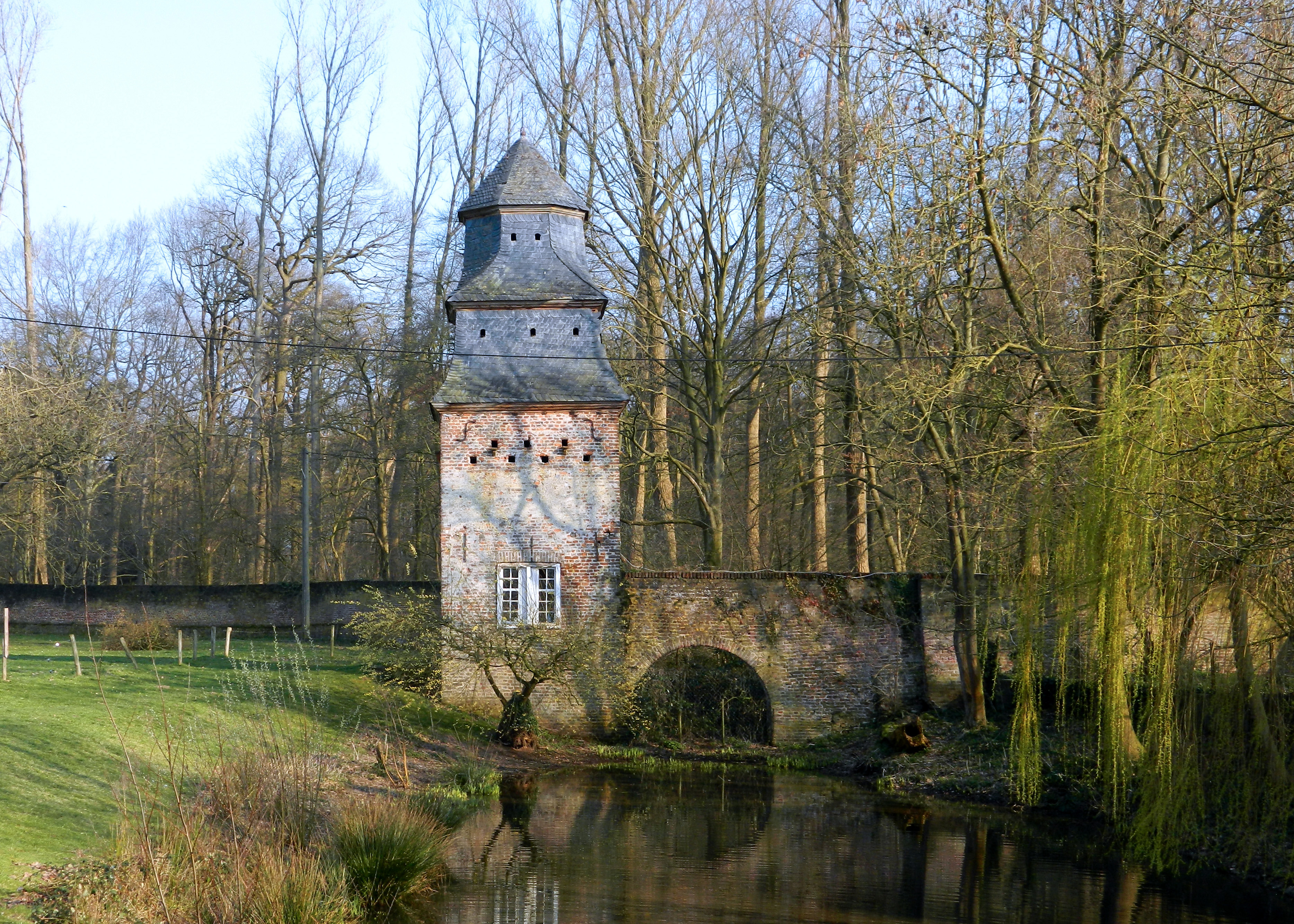
Taubenturm